# Kužnost
Kúžnost, nalezljívost ali infektívnost pomeni zmožnost prenašanja patogena iz okuženega človeka ali okužene živali na zdrave osebke.
Kužnost izkazuje sorazmernost z virulenco, kar pomeni, da načeloma čim večje število gostiteljev je zmožen patogen okužiti, tem hujšo škodo naredi pri gostitelju.